# 瓦尔施泰因
瓦尔施泰因（德語：Warstein，發音：[ˈvaːɐ̯ˌʃtaɪn] ⓘ）是德国北莱茵-威斯特法伦州阿恩斯贝格行政区索斯特县的城市，面积158.03平方千米，2023年12月31日人口为24,464人。